# Thammayut-nikai
Thammayut-nikai (Thai: ธรรมยุติกนิกาย; aus Pali dhammayutika-nikāya, wörtlich „Die sich strikt an das Dhamma halten“) ist der kleinere der zwei Orden in der Theravada-buddhistischen Mönchsgemeinde (Sangha) Thailands, Laos und Kambodschas. Er steht im Gegensatz zur Mahanikai („Große Glaubensgemeinschaft“). Die Thammayut-Gemeinschaft wurde in der ersten Hälfte des 19. Jahrhunderts vom siamesischen Prinz Mongkut gegründet, als dieser noch ein Mönch war. Prinz Mongkut war der Sohn von König Rama II., er wurde später als Phra Chom Klao zum König von Siam gekrönt, im Ausland als König Mongkut oder Rama IV. bekannt. Die Mönche der Thammayut-nikai halten sich streng an die ursprünglichen Ordensregeln und die Pali-Schriften und lehnen Mystik ab.

## Gründung
Prinz Mongkut war der älteste aus einer standesgemäßen Verbindung entspringende Sohn Ramas II. Der siamesische Adel bevorzugte allerdings seinen von einer Nebenfrau des Vaters geborenen Halbbruder Chetsadabodin und machte ihn nach dem Tod des Vaters 1824 zum König (Phra Nang Klao oder Rama III.). Mongkut ließ sich zum Mönch weihen und wurde Abt des Wat Bowonniwet in Bangkok. Sein Bestreben war es, die Disziplin des Mönchsordens zu straffen, nachdem er beim Studium der Pali-Sprache eine große Diskrepanz feststellte zwischen den Ordensregeln (vinaya) die im Pali-Kanon geschrieben standen, und der alltäglichen Praxis in den Klöstern. In seiner Sicht war der siamesische Mönchsorden nur ein trauriges Abbild der engagierten Gemeinschaft, die der Buddha selbst organisiert hatte, um seine Lehre weiterzutragen. Die alten Vorschriften wurden nur mehr mechanisch angewandt, die Disziplin war lax, es gab sogar korrupte Mönche, nur wenige interessierten sich für eine wissenschaftliche Weiterbildung, die Meditation wurde nur gelernt, um übernatürliche Kräfte zu erlangen. 1840 und 1843 sandte Mongkut Mönche nach Sri Lanka, das Kernland des Therava-Buddhismus. Sie kehrten mit 70 Bänden singhalesischer Pali-Schriften zurück.
Mongkut schuf von dem von ihm geleiteten Wat Bowonniwet ausgehend eine reformierte „Orthodoxie“ im thailändischen Buddhismus. Er erließ auf Grundlage der von ihm studierten Texte genaue Vorschriften für das Errichten der geweihten Begrenzungssteine um den Ubosot (der zentrale und heiligste Teil der Tempelanlage), für die Zeremonie der Mönchsweihe, über die Art und Weise, die Robe zu tragen (über beide Schultern statt über nur eine), die Schale für Almosen zu halten, die bei der Kathin-Zeremonie gespendeten Roben entgegenzunehmen und die Pali-Gesänge zu rezitieren. Mongkut strebte einen intellektuell geprägten, mit Vernunft und moderner Wissenschaft in Einklang stehenden und entmythologisierten Buddhismus an.

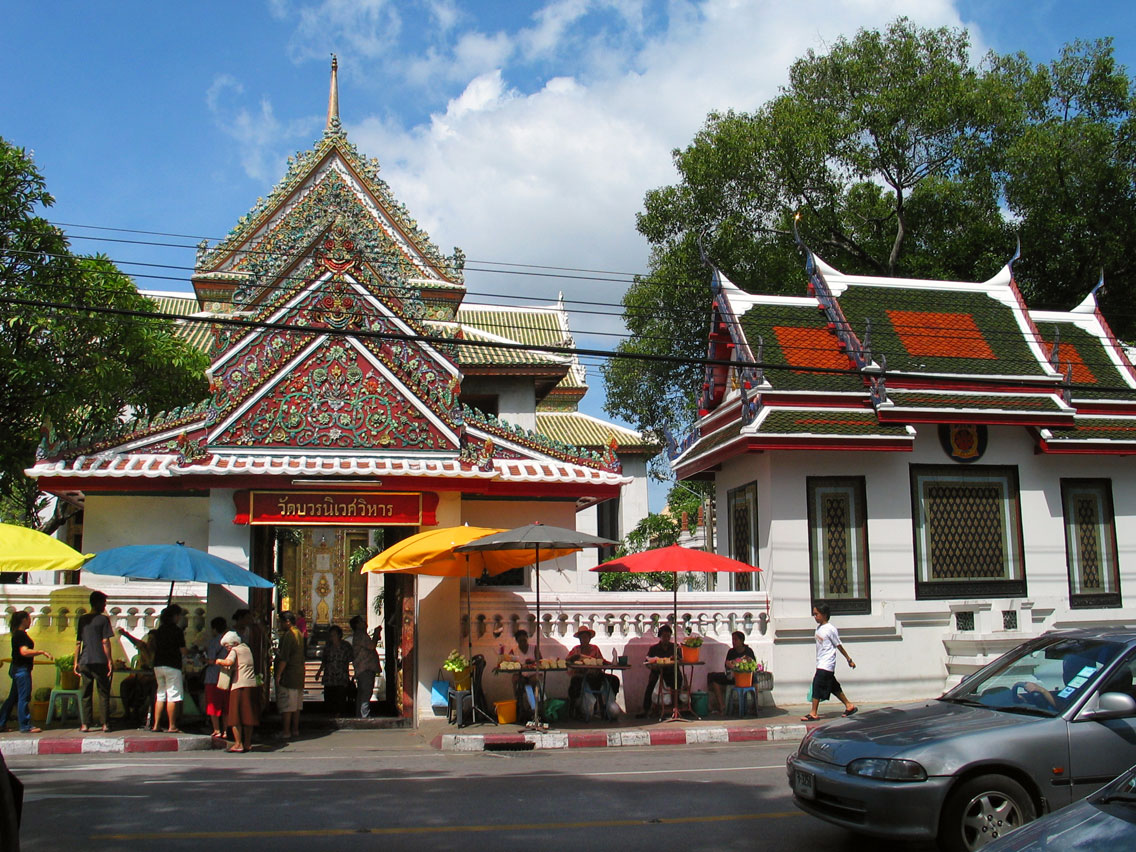
Eingang des Wat Bowonniwet in Bangkok

Die Thammayut-Mönche verwarfen alle Zeremonien, die nur aus alter Gewohnheit durchgeführt wurden, aber keine Grundlage im Pali-Kanon hatten. Sie legten die Uposatha-Tage neu fest aufgrund der wirklichen Phasen des Mondes und nicht nach einem althergebrachten Kalender. Sie sahen die Jataka („Geburtsgeschichten“), die von den letzten 550 Leben des Buddha erzählen, als reine Folklore an. Auch die Vorstellung von Himmel und Hölle, wie sie in dem alten Text Traiphum Phra Ruang seit Jahrhunderten gelesen wurde, lehnten sie als Aberglauben ab. Thammayut-Mönche essen nur ein einziges Mahl am Tag, und auch nur das, was sie auf ihrer morgendlichen Runde in ihre Mönchs-Schalen gelegt bekommen. Von den Thammayut-Mönchen wurde erwartet, dass sie die Sutras auch verstanden, die sie rezitierten. Prinz Mongkut richtete dazu eine eigene Pali-Schule im Wat Bowonniwet ein, zu dessen Abt er kurz zuvor berufen worden war.
In der Tradition der Thammayut-nikai müssen Laien alle weltlichen Aufgaben, wie das Beschaffen von Speisen, das Waschen der Roben und das Reinigen der Wohnräume, für die Mönche übernehmen, damit sich diese ausschließlich ihren religiösen Beschäftigungen widmen können. Thammayut-Mönche kömmen traditionell häufig aus Familien der Mittel- und Oberschicht.

## Entwicklung
Nicht zuletzt aufgrund eines Abtes von königlicher Herkunft und der ausdrücklichen Duldung von Mongkuts Halbbruder, dem damaligen König Phra Nang Klao (Rama III.) wurde der Thammayut-Orden bald sehr bekannt. Fünf weitere Klöster schlossen sich der Bewegung an, und auch in den Mahanikai-Klöstern wurde über eine Verbesserung der augenblicklichen Situation nachgedacht. Als Rama III. 1851 starb, bestieg Mongkut den Thron. Da er und seine Regierung den Orden förderten und protegierten, bekam die Thammayut-nikai eine bis heute herausgehobene Stellung in der thailändischen Sangha, obwohl ihr nur eine Minderheit der Mönche angehören. Über 80 Jahre war stets ein Angehöriger des Thammayut-Ordens Oberste Mönchspatriarch Siams. In dieser Zeit konnte die Bruderschaft auch auf das Land, insbesondere in den Nordosten expandieren und bisherige Mahanikai-Mönche zur Neu-Ordinierung als Thammayut-Mönche bewegen. Da Laos im 19. Jahrhundert noch ein Teil Siams war, gibt es die Einteilung in Thammayut- und Mahanikai auch dort.
1855 wurde sie durch König Norodom I. auch in Kambodscha eingeführt (dort als Thommayut), nachdem der kambodschanische Mönch Maha Pan in Siam den reformierten Buddhismus König Mongkuts kennengelernt hatte. Norodom I. ließ neben seinem Palast einen neuen Tempel errichten, dessen geweihter Bereich nach den Vorschriften der Thammayut-nikai mit Grenzsteinen versehen wurde und machte Maha Pan zum Obersten Mönchspatriarchen Kambodschas (sanghareach). Die Einführung des Ordens stieß auf erheblichen Widerstand und führte zu regelmäßigen Streitigkeiten mit den Mönchen, die ihm nicht angehörten (in Kambodscha Mohanikai). Das hatte auch mit dem Einfluss der Kolonialmacht Frankreich zu tun, die die Mohanikai favorisierte und die Thommayut-Mönche für kompromisslos und pro-siamesisch hielt.
Mit dem Sangha-Gesetz von 1902 institutionalisierte Mongkuts Sohn, König Chulalongkorn (Rama V.) die gesamte buddhistische Mönchsgemeinde Siams und gab ihr eine hierarchische Struktur. Eine entscheidende Rolle spielte dabei der damalige Abt des Wat Bowonniwet Wachirayan Warorot, der ebenfalls ein Sohn Mongkuts, also ein Halbbruder Chulalongkorns, und Oberhaupt des Thammayut-Ordens war. Die Thammayut-nikai wurde damit Modell für den staatlich organisierten Buddhismus in Thailand.

## Bedeutung
Obwohl sich heute die Thammayut-Mönche noch immer in der Minderzahl befinden – das Verhältnis Mahanikai zu Thammayut ist etwa 35:1 – bekannten sich doch eine Reihe hochverehrter Mönche zu dieser Glaubensgemeinschaft, zum Beispiel Ajahn Sao Kantasilo Mahathera (1861–1941), Phra Ajahn Mun Bhuridatta (1870–1949) und Ajahn Maha Bua Nyanasampanno (1913–2011). Auch der langjährige Oberste Mönchspatriarch von Thailand, Somdet Phra Nyanasamvara Suvaddhana (1913–2013) gehörte dem Thammayut-Orden an. Auch die Mönche der Waldtradition (phra thudong) gehören überwiegend zur Thammayut-nikai. Die Mahamakut-Universität, eine der beiden vom Staat beaufsichtigten und finanzierten Universitäten für buddhistische Studien, ist mit diesem Orden verbunden.
In Kambodscha gehören etwa 3 % der Mönche zum Thommayut-Orden. Sie unterscheiden sich von den Mohanikai-Mönchen hauptsächlich in Fragen des Rituals und der Disziplin sowie der Aussprache von Pali-Texten und der liturgischen Rezitationstechnik. Die eher in den großen Städten vertretenen Thommayut-Mönche wurden während der Phase des Demokratischen Kampuchea noch stärker verfolgt als ihre Glaubensgenossen von der Mohanikai. Die Roten Khmer hielten sie für reaktionär und „imperialistisch“.

## Anmerkung
1. ↑  Der Name wird auch als Thammayut-Nikaya oder Thammayutika-Nikaya transkribiert.